# Pokrowske (Mykolajiw)
Pokrowske (ukrainisch Покровське; russisch Покровское Pokrowskoje) ist ein Dorf im Süden der ukrainischen Oblast Mykolajiw mit etwa 170 Einwohnern (2004).

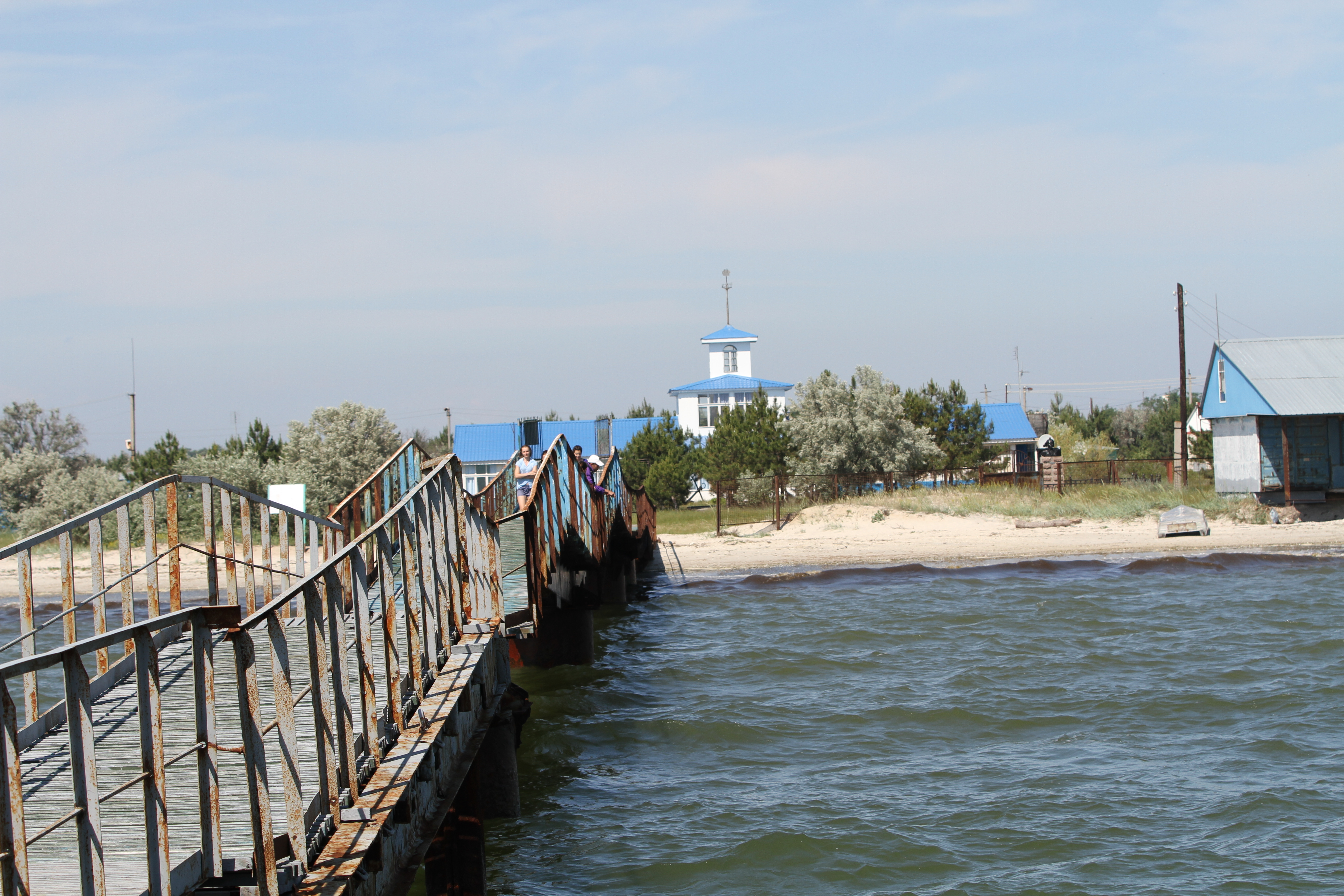
Pontonbrücke beim Ort

Pokrowske liegt südöstlich der ehemaligen Rajonhauptstadt Otschakiw auf dem gegenüber liegenden Ufer des Dnepr-Bug-Limans auf der Kinburn-Halbinsel, die den Liman vom Schwarzen Meer trennt, nahe der ehemaligen Festung Kinburn.
Am 12. Juni 2020 wurde das Dorf ein Teil der Stadtgemeinde Otschakiw; bis war sie ein Teil der Landratsgemeinde Pokrowka im Süden des Rajons Otschakiw.
Seit dem 17. Juli 2020 ist sie ein Teil des Rajons Mykolajiw.